# Dead to Me (Band)
Dead to Me ist eine Punk-Rock-Band aus San Francisco.

## Geschichte
Dead to Me wurde 2005 von Jack Dalrymple (Gesang und Gitarre) und Brandon Pollack (Gitarre) (ehemalige Mitglieder von One Man Army) zusammen mit „Chicken“ (Gesang und Bass, bürgerlicher Name „Tyson“, Mitglied der Band Western Addiction) und dessen Cousin Ian Anderson (Schlagzeug) gegründet.
Die Band hat das Album Cuban Ballerina (Veröffentlichung Juni 2006) auf Fat Wreck Chords und ein Musikvideo für den Song Special Professional veröffentlicht.
Pollack verließ die Band Anfang 2007 und wurde durch Grice ersetzt.
Am 28. Oktober 2008 erschien die EP Little Brother und am 13. November 2009 die LP African Elephants jeweils bei Fat Wreck Chords.

## Diskografie

### Alben
- 2006: Cuban Ballerina (Fat Wreck Chords)
- 2009: African Elephants (Fat Wreck Chords)
- 2011: Moscow Penny Ante (Fat Wreck Chords)

### EPs
- 2008: Little Brother (Fat Wreck Chords)
- 2010: Wait for It (Shield Recordings / Brick Gun Records)